# Larry Bucshon
Larry Dean Bucshon, né le 31 mai 1962 à Taylorville (Illinois), est un homme politique américain, élu républicain de l’Indiana à la Chambre des représentants des États-Unis de 2011 à 2025.

## Biographie
Après des études de médecine à l'université d'Illinois à Urbana-Champaign et à Chicago, Larry Bucshon s'engage dans la United States Navy Reserve de 1989 à 1998.
En 2010, il est élu représentant des États-Unis dans le 8e district de l'Indiana avec 57,5 % des voix devant le démocrate Trent Van Haaften (37,4 %). Il est réélu avec 53,4 % des suffrages en 2012 face à Dave Crooks et avec 60,3 % en 2014 face à Tom Spangler.